# Distrito de Aguadulce
El distrito de Aguadulce es una de las divisiones que conforma la provincia de Coclé, situado en la República de Panamá.

## Etimología
El nombre Aguadulce proviene de la combinación de las palabras Agua y Dulce y según cuentan las personas el nombre data de cuando los colonizadores llegaron a la región y encontraron un pozo con agua dulce, notando que su agua era dulce estando tan cerca del mar; dándole a la región su nombre cual es Aguadulce
Aguadulce también es conocida como la Tierra de la Sal y el Azúcar debido a que en esta región se presentan estas dos actividades comerciales.  La sal que se obtiene mediante el método de salinas; lugar donde el agua de mar se evapora a causa del clima, obteniéndose la sal y por los 2 ingenios azucareros cercanos a la ciudad.

## División político-administrativa
Está conformado por ocho corregimientos:
- Aguadulce
- Barrios Unidos
- El Cristo
- El Hato de San Juan de Dios
- El Roble
- Pocrí
- Pueblos Unidos
- Virgen del Carmen

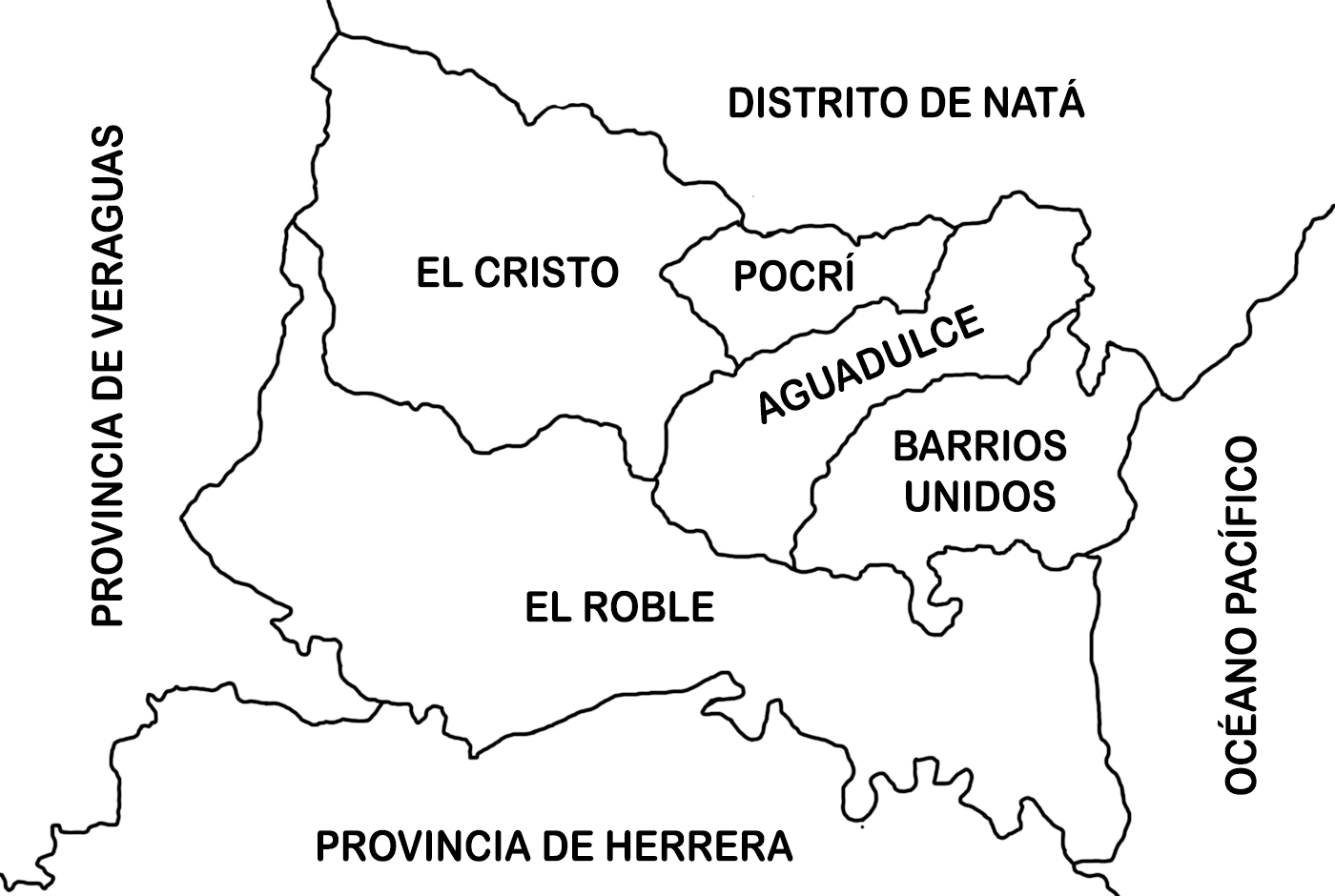
Mapa Geográfico del distrito de Aguadulce

El alcalde, Diputado a la Asamblea Nacional y los Representantes de Corregimientos, son elegidos por votación popular directa cada 5 años.

## Geografía
La geografía del distrito de Aguadulce es bastante llano con clima tropical  seco de sabana, marcado por una fuerte temporada seca con vientos Alisios del NE, y una temporada lluviosa tenue.
Políticamente limita al norte con el Distrito de Natá, al sur con la Provincia de Herrera (Distrito de Santa María), al este con la Bahía de Parita (Océano Pacífico) y al oeste con la Provincia de Veraguas (Distrito de Calobre).

## Economía
El distrito de Aguadulce posee una capacidad agroindustrial cuyos principales rubros son la caña de azúcar, la sal y la industria del cultivo del camarón. En los últimos años ha habido un gran crecimiento en materia comercial, con la construcción de varios centros comerciales. Los carnavales de Aguadulce son la principal fuente de ingresos turísticos.